# 伊那郡
- 令制国一覧 > 東山道 > 信濃国 > 伊那郡
- 日本 > 中部地方 > 長野県 > 伊那郡

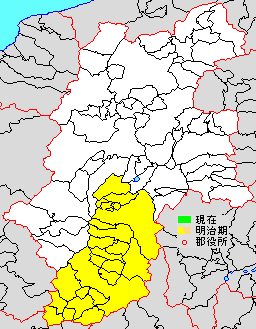
長野県伊那郡の範囲

伊那郡（いなぐん）は、長野県（信濃国）にあった郡。

## 郡域
現在の飯田市、伊那市、駒ヶ根市、上伊那郡、下伊那郡にあたるが、行政区画として画定されたものではない。
面積は信濃国内の郡で最大であった。

## 歴史
- 郡衙の位置は飯田市座光寺（恒川遺跡群）と推定されている。
- 和名類聚抄に見える郷名は伴野、小村、麻続、福智、輔衆と記述されている一方、中世以降、伊那郡に所属したと比定される佐補、美和、弖良は諏訪郡に記載されている。また諏訪大明神絵詞には「信州に至り給し時、伊那郡と諏訪郡の堺に大田切と云所にて」との記述があり、また『修補諏訪氏系図』には「近代迄伊那郡に於ける北部にして諏訪郡に接続せる村里を外の諏訪郡と呼称せしことあり」と記述されていることから、古代においては大田切川以北は諏訪郡に含まれていたことが推察される[1]。
- 764年（天平宝字8年）、藤原仲麻呂の乱が起こると、伊那郡の大領（郡司の長）金刺八麻呂が孝謙上皇方に立って活躍した。768年（神護景雲2年）、続日本紀の記述に全国から善行のあった9人が朝廷から褒美を得たとあり、その内4人までが信濃の国からである。1人が他田部舎人千代売と言う名の未亡人で節婦が理由とされる伊那郡の人である。

### 式内社
『延喜式』神名帳に記される郡内の式内社。
| 神名帳     | 神名帳 | 神名帳 | 神名帳 | 比定社 | 比定社 | 比定社 | 集成 |
| 社名       | 読み   | 格     | 付記   | 社名   | 所在地 | 備考   | 集成 |
| ---------- | ------ | ------ | ------ | ------ | ------ | ------ | ---- |
| 伊那郡     |        |        |        |        |        |        |      |
|            |        |        |        |        |        |        |      |
| 凡例を表示 |        |        |        |        |        |        |      |

### 伊那郡に見える「領」
江戸時代以前の伊那郡は在地の中小領主に分割支配されていた。以下は太閤検地時点における伊那郡総検地に見える近世初期の領である（『信州伊奈青表紙之縄帳』）。
- 上伊那領 - 12村
- 箕輪領 - 26村
- 高遠領 - 49村
- 赤須領 - 1村
- 上穂領 - 1村
- 飯島領 - 3村
- 片桐領 - 6村
- 大草領 - 5村
- 大島領 - 5村
- 市田領 - 11村
- 知久領 - 14村
- 坂西領 - 2村
- 飯田領 - 2村
- 松尾領 - 22村
- 南山領 - 29村
- 遠山領 - 6村
- 下条領 - 60村

### 近代以降の沿革
所属町村の変遷は上伊那郡#郡発足までの沿革、下伊那郡#郡発足までの沿革をそれぞれ参照
- 「旧高旧領取調帳」に記載されている明治初年時点での支配は以下の通り。下記のほか寺社領、寺社除地[2]が存在。国名のあるものは飛地領。（3町301村）
  - 後の上伊那郡域（2町126村） - 幕府領（松本藩預地、飯島代官所、千村平右衛門預地）、旗本領、高遠藩、陸奥白河藩
  - 後の下伊那郡域（1町175村） - 幕府領（飯島代官所、千村平右衛門預地）、旗本領、飯田藩、陸奥白河藩、美濃高須藩
- 慶応2年6月19日（1866年7月30日） - 白河藩が棚倉藩に転封。
- 慶応4年
  - 2月1日（1868年2月23日） - 棚倉藩が白河藩に転封（実行されず）。
  - 2月17日（1868年3月10日） - 幕府領が名古屋藩の管轄となる。
  - 8月2日（1868年9月17日） - 飯島代官所に伊那県を設置。
- 明治元年
  - 10月4日（1868年11月17日） - 幕府領の一部（飯島代官所）が伊那県の管轄となる。
  - 12月15日（1869年1月17日） - 白河藩が戊辰戦争後の処分により減封。領地は伊那県の管轄となる。
- 明治2年
  - このころ旗本領および幕府領の一部（松本藩預地）が伊那県の管轄となる。
  - 9月 - 幕府領（千村氏預地・知久氏預地）が伊那県の管轄となる。
- 明治3年12月23日（1871年2月12日） - 高須藩が廃藩。領地は名古屋藩の管轄となる。
- 明治4年
  - 7月14日（1871年8月29日） - 廃藩置県により藩領が高遠県、飯田県、名古屋県の管轄となる。
  - 9月 - 名古屋県の管轄区域が伊那県の管轄となる。
  - 11月20日（1871年12月31日） - 第1次府県統合により全域が筑摩県の管轄となる。
- 1879年1月4日 - 郡区町村編制法の長野県での施行により、伊那郡のうち、伊那村ほか2町26村の区域に上伊那郡が、飯田町ほか1町31村の区域に下伊那郡がそれぞれ行政区画として発足。同日伊那郡消滅。